# Scicos
 (février 2013).
Scicos est une boîte à outils faisant office de simulateur graphique de systèmes dynamiques. Scicos est inclus dans le logiciel de calcul scientifique ScicosLab. On peut créer avec Scicos des diagrammes en bloc permettant de modéliser et de simuler des systèmes hybrides. Scicos est utilisé dans le domaine du traitement du signal et de l'automatique.

## Historique
Scicos peut être vu comme une ramification de Scilab.
Scicos est une boîte à outils pour Scilab développée dans les années 1990 par Ramine Nikoukhah, notamment pour intégrer des extensions d'Albert Benveniste pour le langage Signal concernant la dynamique en temps continu. Scicos est d'abord écrit en langage Scilab, puis en Fortran et C. Elle est intégrée dans la version de Scilab de 1994, et comporte un éditeur graphique créé par Serge Steer. Le développement est alors lent et s'appuie essentiellement sur des chercheurs postdoctoraux. Dans les années 2000, des partenariats industriels permettent d'accélérer le développement, avec notamment l'intégration de Modelica.
En 2005, l'équipe Metalau (dirigée par S. Steer et R. Nikoukhah), chargée de l'intégration d'une bibliothèque graphique orientée objet, GTK+, décide de se séparer de l'équipe Scilab pour sortir sa propre version, baptisée ScilabGtk puis ScicosLab. En 2008, le projet adopte la licence GPL. Depuis 2009 (version 4.3), le compilateur est développé en Ocaml.

## Fonctionnalités
- Modélisation graphique, compilation, et simulation de systèmes dynamiques.
- Modélisation de système continus et discret.